# Farrukh Quraishi
Farrukh Quraishi (pers.: فرخ قریشی); Masjed-e Soleyman, 13 novembre 1951) è un dirigente sportivo ed ex calciatore iraniano con cittadinanza britannica, di ruolo difensore.

## Biografia
Nativo dell'Iran, emigra in giovane età a Londra. Lasciato il calcio giocato resta a vivere nella zona di Tampa, entrando nei ranghi societari dei T.B. Rowdies come direttore dello sviluppo del settore giovanile. Laureatosi in sociologia alla State University of New York at Oneonta, lavorò per varie aziende come responsabile delle pubbliche relazioni. 
Fu responsabile della sede di Orlando del Campionato mondiale di calcio 1994.
Quraishi è stato anche per un breve periodo presidente e direttore generale del Tampa Bay Mutiny, franchigia della Major League Soccer. È stato inoltre comproprietario di tre squadre di calcio militanti nelle leghe minori statunitensi, i Boston Bulldogs, i Cape Cod Crusaders e le Boston Renegades.

## Caratteristiche tecniche
Era un terzino destro.

## Carriera
Si forma calcisticamente nella rappresentanza della State University of New York at Oneonta, istituto nel quale era giunto per l'interesse dell'assistente allenatore Francisco Marcos, ove grazie alle ottime prestazioni si aggiudica l'Hermann Trophy nel 1974. È stato inserito nel famedio sportivo dell'istituto nel 1999.
Per volontà dello stesso Marcos, responsabile alle pubbliche relazioni dei T.B. Rowdies, neonata franchigia della NASL, diviene la prima scelta nel draft dei floridiani.
Milita con i Rowdies sino al 1980, vincendo il torneo nordamericano nella stagione 1975, pur non scendendo in campo nella finale vinta contro i Portland Timbers.
Tornò ai Rowdies tra il 1982 ed 1983, giocando però esclusivamente nelle riserve.
Contemporaneamente e successivamente al calcio si dedicò all'indoor soccer, militando con i Rowdies e i Calgary Boomers nella NASL indoor.

## Palmarès
- Campionato NASL: 1

Tampa Bay Rowdies: 1975